# معركة كوك (1939)
هي آخر معركة في عملية غزو بولندا واستغرقت 2-5 أيام في بداية الحرب العالمية الثانية بالقرب من مدينة كوك في بولندا، قاد البولنديين الجنرال فرانسزك كليبريغ ضد فيلق المدرعات 14 بقيادة الجنرال غوستاف انتون فون فيترشايم.

## قبل المعركة
خطة البولنديين كانت غير منظمة حيث تحملوا خسائر كبيرة على يد قوات الفيرماختو اضطروا إلى الانسحاب إلى كراكو وإلى نهر فستولا، واخذوا الطريق من وارسو إلى سان دوميريز، ومن هناك إلى منطقة لوبلين، الحافة الشرقية لنهر فستولا كانت محمية بجيش لوبلين الضعيف، خيموا في المناطق التي يسهل عبور النهر منها في حال تعرضوا لهجوم من قبل الالمان، في كراكو كانت القوات البولندية قد تعرضت لخسائر كبيرة ولم تصل إلى جبهة نهر سان ولم يكونوا قادريين على تنظيم دفاع جيد.

## معركة كوك
في 30 سبتمبر وأمر الجيش العاشر والثر فون رايخنو أمر طاقمه بالتخطيط لتدمير القوات البولندية بين نهر فستولا وباك هذه العملية شملت فيلق المدرعات XIV المكون من فرقة المشاة المدرعة وبعض الوحدات المستقلة، كل فرقة ألمانية كانت تحوي 16455 جندي، 2676 شاحنة ومركبة، 1944 دراجة نارية و 18 مدرعة.

### 2 أكتوبر
أمر الفيلق XIV كان يعم بأن القوات البولندية موجودة في الغابات شمال كوك، وأن قائد الجيش البولندي لا يعلم بالاستسلام المشروط لوارسو.
أمر فرقة المشاة المدرعة 13 بول اوتو كان مقنعاً بضعف القوات البولندية وأن كتييبة ألمانية واحدة ممكن أن تُلحق الهزيمة بهم وتعتقلهم، ارسل اوتو الكتيبة الثالثة وفوج المشاة 93 المدرع مع سرية المدفعية 8 وفوج المدفعية الخفيفة 13, قسم قائد الكتيبة جيشه إلى مجموعتين إلى سريكوملا وكوك.
في الساعة 8:30 فتحت فصيلة بولندية النار على الالمان، بعد أن طال الاشتباك انسحبت القوات الألمانية، فوج المشاة البولندي 179 قام باخذ مواقع دفاعية قرب وفي كوك، عاود الالمان الهجوم هذه المرة بكتيبتين قويتين، على الرغم من ذلك ومسانة المدفعية فشل الهجوم الألماني، عتد الغسق ظهرت الدراجات النارية الألمانية عند الكنيسة في كوك وبدأت بإطلاق النار ولكنها انسحبت بعد الرد على مصدر النيران.
عند سيركومولا دخل الالمان القرية، البولنديون كانوا مدعوميين بالمدفعية اضطر الالمان إلى الانسحاب إلى جنوب القرية.
خسائر الالمان كانت 300 - 400 رجل قُتل أو جُرح، 5 ضباط و 180 جندي اُسر، في سيركومولا 200 قتيل وجريح.

### 3 اوكتوبر
شدة المقاومة البولندية أجبرت الجنرال اوتو على استخدام جميع قواته، كانت خطته تقسيم القوات البولندية لقسمين وثم تدميرهم، الجنرال كليبرغ كان يظن بأن الهجوم الألماني سيكون على فرقة الفرسان في سيركمولا، والذي ممكن أن يرد الهجوم الألماني والبقية سيشاركون في هجوم مضادو إذا نجح ممكن أن يتراجع الالمان إلى نهر فيبرز.
هجمات فرقة المشاة البولندية ال50 المسانمدة من المدفعية لاقت بعض النجاح لكنها بعد ذلك تلعثمت واضطرت إلى أخذ مواقع دفاعية، كذلك هجوم فرقة الفرسان اُحبط واضطروا إلى الانسحاب غرب ولا كلوسكا.
في الساعة ال10:30 بدأت المدفعية الألمانية بقصف فرقة الفرسان، وهجم فوج المشاة 93 على مواقع كتيبة ولك، والتي تحملت خسائر ثقيلة، وقام فوج المشاة المدرع 33 بهجوم تدريجي على فرقة المشاة البولندية 50.
بعد قتال شديد، توقف تقدم الالمان، قرر اوتو مساندة فوج المشاة 33 بالكتيبة 2 وفوج المشاة 66 حيث استلوا على ولا كلوسكا في الليل ولكنهم اضطروا إلى الانسحاب من الجزء الشرقي للدفاع في الجزء الغربي.

### 4 اوكتوبر =
اثر فشل فوج المشاة المدرعة 13 اضطر قائد الفيلق XIV على اشراك فوج المشاة المدرعة 29, امر اوتو بتحرك فوج المشاة 93 من نهر فيبز إلى ديبلن، وفوج المشاة المدرعة 66 بمهاجمة ولا كلوسكا وفوج المشاة المدرعة 33 بتمشيط شمال كوك.
ظن الجنرال كليبرغ بأن فوج المشاة المدرعة 13 وفوج المشاة المدرعة 29 سيهاجمون وهي فرصة للقضاء على فوج المشاة المدرعة 13 التي تعاني من الاصابات والخسائر الثقيلة، فتقوم فرقة الفرسان «زازا» وفرقة المشاة 50 بحماية مواقعهم، فرقة المشاة 60 بالهجوم على فوج المشاة المدرعة 13 وتقوم فرقة الفرسان «بودلسكا» بالتصدي لفرقة المشاة المدرعة 29.
في الصباح، فوج المشاة المدرعة 13 هجمت على فرقة الفرسان «زازا» وفرقة المشاة، وفوج المشاة المدرعة 66 هجمت على القوات البولندية مما اضطر كتيبة ولك على الانسحاب.

### 5 اوكتوبر
قرر اوتو استخدام فرقتين وتحويط البولنديين وتدمييرهم استمر تقدم فوج المشاة المدرعة 13 وفوج المشاة المدرعة 29 حيث التقوا سوياً، الجنرال كيلبيرغ قرر تدمير فوج المشاة المدرعة 13 باستخدام فرقة المشاة 50 و 60.
استطاع البولنديون التقدم واستعادة الكنيسة وبدأ الالمان بالهرب وتم مهاجمة الجناح الشرقي لفوج المشاة المدرعة 13 من قبل فرقة الفرسان «ادوارد» واستعاد البولنديون قرية بوزنان واستولوا على مدغفعية ألمانية، قام فوج المشاة المدرعة 29 بالهجوم على فرقة الفرسان «بودلسكا».
استسلم البولنديون في 6 أكتوبر وذكر الجنرال كليبرغ انه استسلم لانهم كانوا محاصريين ويعانون من نقص في الذخيرة والطعام.